# یوناس هو-کریستنسن
یوناس هو-کریستنسن (دانمارکی: Jonas Høgh-Christensen؛ زادهٔ ۲۱ مهٔ ۱۹۸۱) قایقران قایق بادبانی اهل دانمارک است.